# Gouverneur d'Hidalgo
Le gouverneur d'Hidalgo (en espagnol : Gobernador de Hidalgo) est le chef du pouvoir exécutif de l'État d'Hidalgo au Mexique.
La fonction est occupée par Julio Menchaca Salazar depuis le 5 septembre 2022.

## Histoire
L'État d'Hidalgo, créé le 16 janvier 1869, est dirigé par un gouverneur dont le premier titulaire, Juan Doria, exerce cette fonction à titre provisoire pendant quatre mois avant qu'Antonino Tagle ne devienne le premier gouverneur constitutionnel. De 1929 à 2022, tous les gouverneurs appartiennent au Parti national révolutionnaire, puis Parti de la révolution mexicaine en 1938 et enfin Parti révolutionnaire institutionnel (PRI) à partir de 1946.

## Élection
Le gouverneur est élu au suffrage universel pour un mandat de six ans et n'est pas rééligible. La dernière élection a eu lieu le 5 juin 2022.